# Thomas Howard, 21. Earl of Arundel

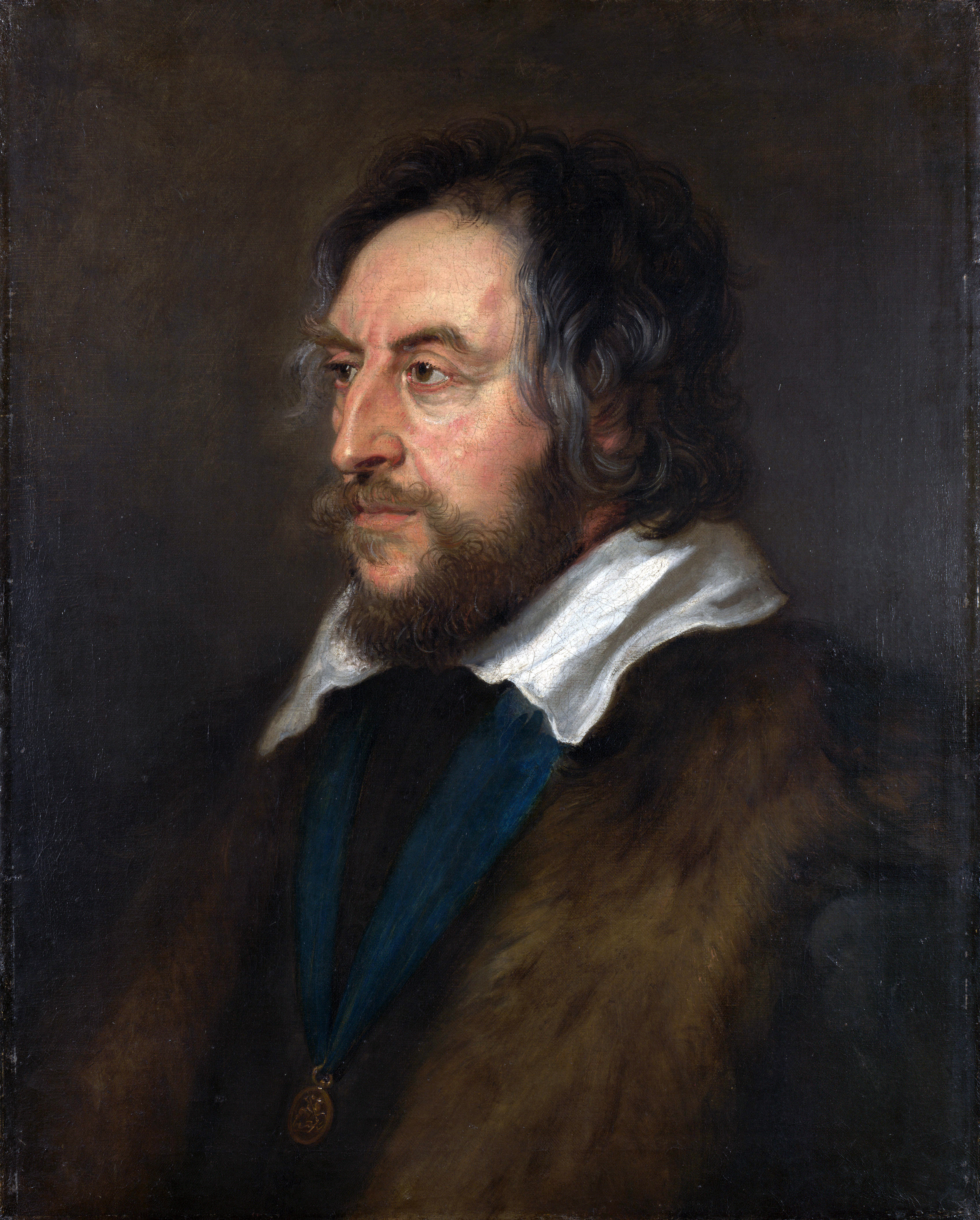
Thomas Howard, Earl of Arundel (Gemälde von P. P. Rubens, 1629–1630, National Gallery, London)

Thomas Howard, 21. Earl of Arundel KG (* 7. Juli 1585 in Finchingfield, Essex; † 4. Oktober 1646 in Padua, Republik Venedig) war ein englischer Adliger während der Regentschaft König Jakobs I. und Karls I. Er bekleidete wichtige Ämter und führte für das Königshaus viele diplomatische Missionen auf dem europäischen Kontinent aus. Der Nachwelt wurde er jedoch weniger als Politiker denn als Kunst- und Antikensammler bekannt.
Besonders hervorzuheben ist seine Beziehung zum flämischen Maler Anthonis van Dyck, der auf seine Veranlassung hin erstmals 1620 nach England kam. Nach nur einem Jahr trat er in die Dienste Jakobs I. und nahm Aufträge der herausragenden Männer des Hofes entgegen. Unter Karl I. wurde van Dyck geadelt.

## Leben
Howard wurde in relativer Armut geboren, da seine Familie, die Howards, gegen Ende der Regentschaft Königin Elizabeths wegen Verschwörungen gegen die Krone und aufgrund ihrer katholischen Religionszugehörigkeit in Ungnade gefallen war. Er war der Sohn von Philip Howard, 20. Earl of Arundel, und Anne Dacre, einer Tochter von Thomas Dacre, 4. Baron Dacre. Seinen Vater kannte Howard nicht, da dieser bereits vor seiner Geburt wegen Hochverrats angeklagt und bis zu seinem Tode im Jahre 1595 im Tower of London inhaftiert war.

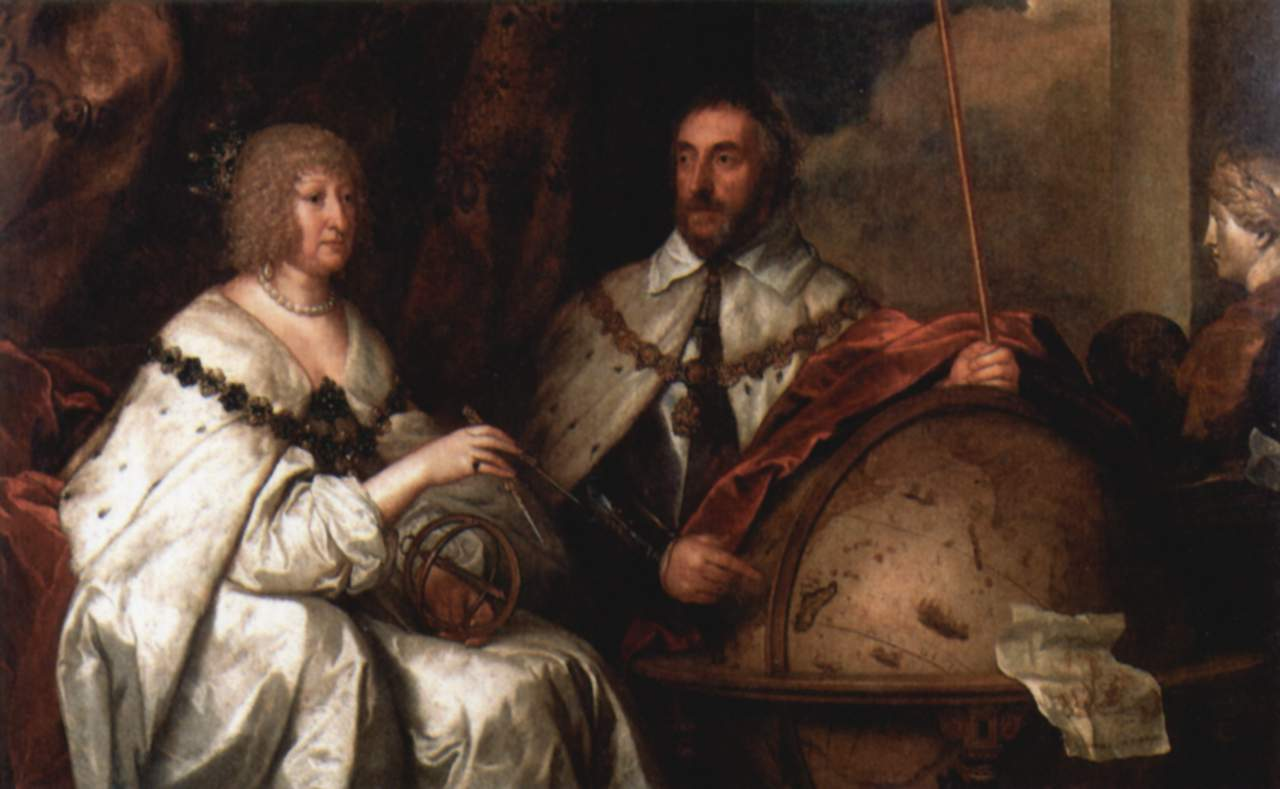
Thomas Howard und seine Frau Alathea Talbot (Gemälde von van Dyck) in Arundel Castle

Unter Jakob I. gelang es Howards Großonkeln, die Familie Howard wieder hoffähig zu machen, Howard erhielt 1604 seine Titel und Teile der Ländereien zurück. Im nächsten Jahr heiratete er Lady Alathea Talbot, die jüngste Tochter von Gilbert Talbot, 7. Earl of Shrewsbury und Enkelin von Bess of Hardwick. Lady Aletheas Erbe bestand aus riesigen Ländereien in Nottinghamshire, Yorkshire und Derbyshire, die auch die Stadt Sheffield einschlossen, es bildete den Grundstock des Vermögens der Howards. Trotz der enormen Einkünfte aus den Ländereien war Howard aufgrund seiner Sammlertätigkeit hochverschuldet.
Von 1622 bis zu seinem Tode hatte er das Amt des Earl Marshal inne, von 1640 bis 1644 war er außerdem Lord Steward of the Household. Er begründete damit die Tradition, dass das Amt des Earl Marshal stets von einem Mitglied der Familie Howard ausgeübt wird, später wurde es dann erblich.
Während der Herrschaft Karls I. diente Howard mehrfach als Gesandter an kontinentalen Höfen, was sein Interesse für Kunst weckte. 1636 reiste er durch das vom Dreißigjährigen Krieg erschütterte Heilige Römische Reich über Rhein und Donau zu Kaiser Ferdinand II. und kehrte Ende des Jahres über Prag und die Niederlande zurück. Howards Sekretär William Crowne fertigte einen Reisebericht darüber an. 1642 begleitete er die englische Prinzessin Maria Henrietta Stuart zu ihrer Heirat mit Wilhelm II. von Oranien nach Holland. Aufgrund des sich bereits andeutenden Englischen Bürgerkriegs zog Howard es vor, nicht nach England zurückzukehren. Er lebte zunächst in Antwerpen, bezog später eine Villa nahe Padua, wo er 1646 starb. Sein ältester Sohn, Henry Frederick Howard erbte den Titel eines Earl of Arundel und wurde Ahnherr der Dukes of Norfolk und der Barone Mowbray, der jüngste Sohn William Howard, 1. Viscount Stafford, wurde Ahnherr der Earls bzw. Barone Stafford.

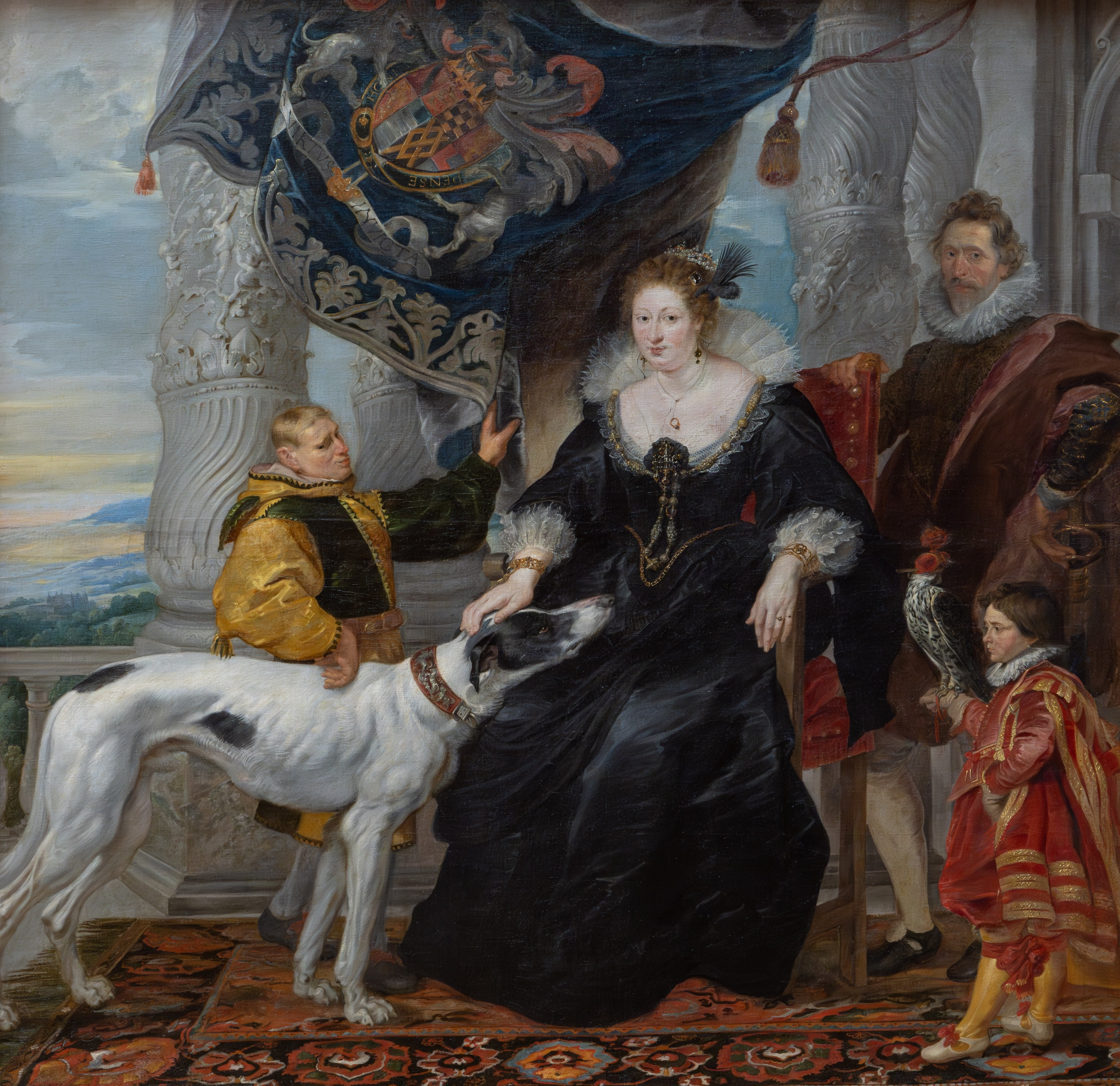
Peter Paul Rubens: Alathea Talbot, 1620, Alte Pinakothek

Howard machte wiederholt Eingaben beim König, die eine Wiederherstellung des Familientitels Duke of Norfolk erbaten. Am 6. Juni 1644 wurde ihm zumindest der Titel eines Earl of Norfolk neu verliehen, erst seinem Enkel Thomas Howard, wurde der Titel des Duke of Norfolk wieder zuerkannt.

## Kunstsammler und -förderer
Howard gab bei Meistern der Periode wie Peter Paul Rubens, Jan Lievens und Anthonis van Dyck mehrere Porträts seiner selbst bzw. seiner Familie in Auftrag. Er kaufte auch Werke von Hans Holbein und Adam Elsheimer. Außerdem war Howard Förderer des Zeichners und Kupferstechers Wenzel Hollar, den er 1633 bei einer seiner Reisen kennenlernte und wie Daniel Mytens nach England brachte.
Der Großteil Howards Sammlung von Zeichnungen (unter anderen von Leonardo da Vinci, Hans Holbein dem Älteren, Hans Holbein dem Jüngeren, Raphael, Parmigianino, Hollar und Dürer) befindet sich heute in der Royal Library in Windsor Castle. Seine Sammlung antiker Statuen – Englands bedeutendste – hinterließ er der University of Oxford. Sie befindet sich heute im Ashmolean Museum.
Er protegierte den Architekten Inigo Jones, der ihn 1613 auf der Hochzeitsreise von Prinzessin Elisabeth und Kurfürst Friedrich V. von der Pfalz nach Heidelberg und weiter nach Italien begleitete. Dort studierte Jones die Arbeiten italienischer Architekten und traf sich mit Schülern Palladios, dessen Lehren er in England bekannt machte.

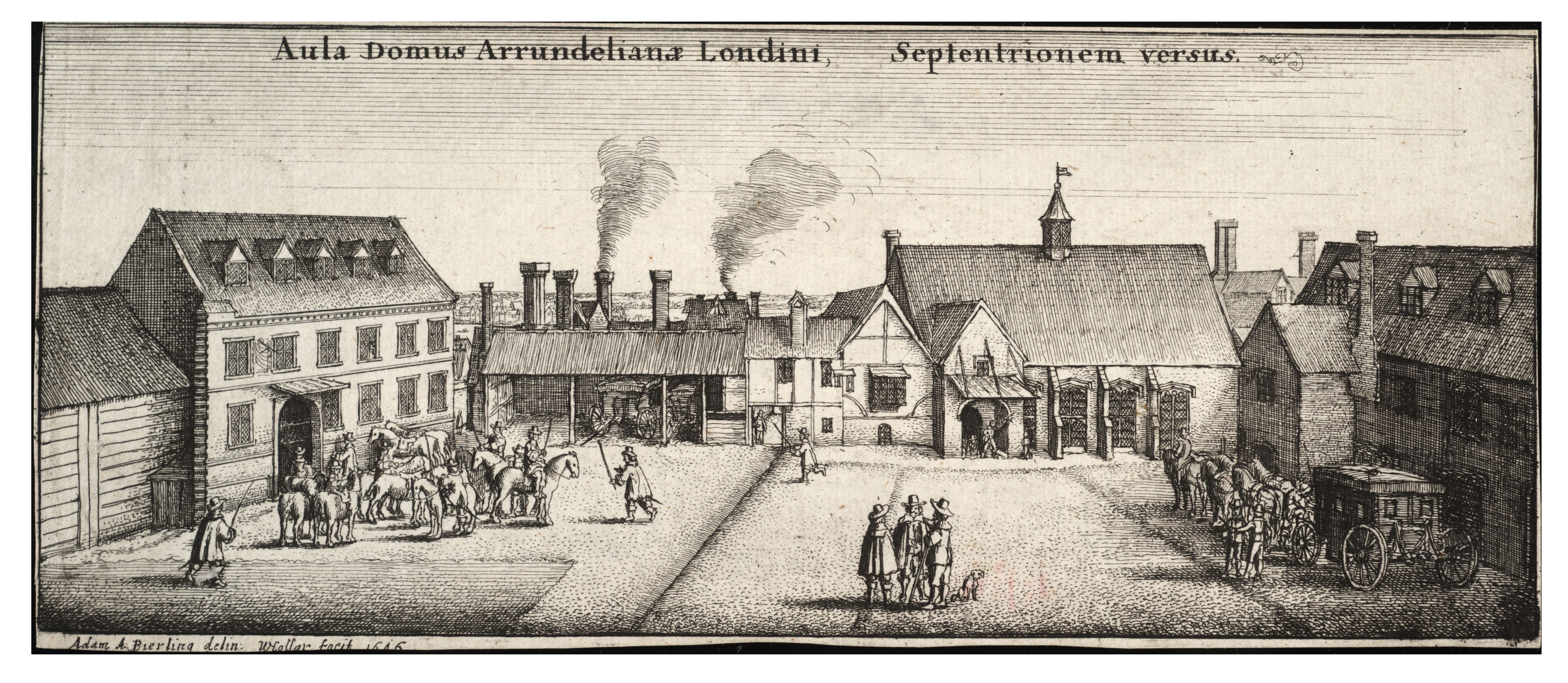
Wenzel Hollar, 1647: Arundel House

In den 1630er Jahren erwarb Howard ein 283-seitiges Manuskript Leonardo da Vincis. Der sogenannte „Codex Arundel“ befindet sich heute unter der Signatur Arundel 263 im Bestand der British Library. Seine bedeutende Bibliothek wurde durch seinen Sohn Henry Howard, 22. Earl of Arundel und den gleichnamigen Enkel Henry Howard, 6. Duke of Norfolk noch erweitert. Bücher der Bibliothek kamen später in andere Bibliotheken unter anderem in das College of Arms. Sein Wohnsitz war der ehemalige Sitz des Bischofs in Soho, das Arundel House, hier befanden sich auch seine Sammlungen.